# Stick-Up!
Stick-Up! – album studyjny amerykańskiego wibrafonisty jazzowego Bobby’ego Hutchersona, wydany z numerem katalogowym BLP 4244 i BST 84244 w 1968 roku przez Blue Note Records.

## Powstanie
Na albumie zamieszczono sześć kompozycji, z których pięć napisał Hutcherson, jedną – Ornette Coleman, którego utwór Una Muy Bonita pierwotnie pojawił się na jego wydanym w 1960 roku longplayu Change of the Century.
Materiał na płytę został zarejestrowany 14 lipca 1966 roku przez Rudy’ego Van Geldera w należącym do niego studiu (Van Gelder Studio) w Englewood Cliffs w stanie New Jersey. Produkcją albumu zajął się Alfred Lion.

## Lista utworów
Opracowano na podstawie materiału źródłowego.
Wydanie LP
Strona A
| Nr | Tytuł utworu     | Muzyka           | Długość |
| -- | ---------------- | ---------------- | ------- |
| 1. | „Una Muy Bonita” | Ornette Coleman  | 6:27    |
| 2. | „8/4 Beat”       | Bobby Hutcherson | 6:59    |
| 3. | „Summer Nights”  | Hutcherson       | 6:59    |
|    |                  |                  | 20:25   |

Strona B
| Nr | Tytuł utworu        | Muzyka     | Długość |
| -- | ------------------- | ---------- | ------- |
| 1. | „Black Circle”      | Hutcherson | 6:57    |
| 2. | „Verse”             | Hutcherson | 9:32    |
| 3. | „Blues Mind Matter” | Hutcherson | 3:32    |
|    |                     |            | 20:01   |

## Twórcy
Opracowano na podstawie materiału źródłowego.
Muzycy:
- Bobby Hutcherson – wibrafon
- Joe Henderson – saksofon tenorowy
- McCoy Tyner – fortepian
- Herbie Lewis – kontrabas
- Billy Higgins – perkusja

Produkcja:
- Alfred Lion – produkcja muzyczna
- Rudy Van Gelder – inżynieria dźwięku
- Reid Miles – projekt okładki
- Francis Wolff – fotografie
- Leonard Feather – liner notes
- Michael Cuscuna – produkcja muzyczna (reedycja na CD)